# Colo (Iowa)
Colo é uma cidade localizada no estado americano de Iowa, no Condado de Story.

## Demografia
Segundo o censo americano de 2010, a sua população era de 876 habitantes. Em 2019, foi estimada uma população de 820 habitantes.

## Geografia
De acordo com o Departamento do Censo dos Estados Unidos, Colo tem uma área de 2,75 km², dos quais 2,75 km² cobertos por terra e 0,0 km² cobertos por água.

## Localidades na vizinhança
O diagrama seguinte representa as localidades num raio de 16 km ao redor de Colo.